# 二(三氟甲基)膦基二甲基胂
二(三氟甲基)膦基二甲基胂是一种有机化合物，化学式为(F3C)2PAs(CH3)2。它可由二(三氟甲基)膦基胂和四甲基二胂反应或四(三氟甲基)二膦和二甲基胂的反应
得到。
(F3C)2PAsH2 + As2(CH3)4 → (F3C)2PAs(CH3)2 + (H3C)2AsAsH2
(F3C)4P2 + (H3C)2AsH → (F3C)PAs(CH3)2 + (F3C)2PH
其它方法还包括四(三氟甲基)二膦和四甲基二胂的反应等。该化合物可以作为配体和金属形成配合物。